# Alois Dichtl
Alois Dichtl, také Alois Bedřich Dichtl (7. září 1882 Blatná  – 22. října 1936 Brno), byl středoškolský učitel (profesor), zoolog, ekolog, spisovatel a publicista.

## Život
V roce 1900 maturoval v Hradci Králové. Poté studoval přírodní vědy na Filozofické fakultě Univerzity Karlovy. Učil v Praze, v Brně, Uherském Brodě,Třebíči a Prostějově. Psal odborné knihy (zejména první českou ekologii živočichů) a publikoval odborné články v časopisech a sbornících.

## Dílo (výběr)
- DICHTL, Alois. Živočišná oekologie. [s.l.]: A. Píša, 1924. 291 s.
- DICHTL, Alois. Z dílny života: Obrázky a úvahy. Praha: F. Svoboda, 1926. 81 s. Dostupné online.

- DICHTL, Alois. Zoologický slovníček. Praha: Státní nakladatelství, 1935. 46 s. Dostupné online.